# 濟眾院 (電視劇)
《濟眾院》，是韓國SBS於2010年1月4日起播放的月火連續劇。

## 劇情介紹
以韓國最早的現代式醫療機構濟眾院爲背景，描寫了賤民的兒子小斤狗克服逆境，最終成爲一名優秀醫師的故事。

## 演員陣容

### 主要人物
| 演員   | 角色        | 介紹 |
| 朴埇佑 | 黃正 小斤狗 | 白丁（名字：小斤狗）>愛倫醫師助手>濟眾院醫學生>（免賤，陛下賜名：黃正）>濟眾院首席醫師>義兵隊領袖>獨立軍軍醫 出身於屠夫之家的朝鮮第一位外科醫生、真正意義上的朝鮮醫學的先驅者、在混亂的時代裡希望用仁術給百姓送去希望的人。把屠宰豬牛當成神聖職業的屠夫變成儒雅的醫者是因為在他的人生中出現了永遠的對手白途陽。為了籌錢給身患重病的母親治療捲入了意外事件，黃正被強行拉去當白途陽的醫學解剖的實驗品。後來事件越來越變大，在躲避欲掩蓋事件真相的白途陽心腹的追擊中黃正受了槍傷，而白途陽心儀已久的女人柳錫蘭救活了黃正。黃正在錫蘭的幫助下在阿倫醫院接受外科手術訓練，從此成為朝鮮第一個西方外科醫院濟眾院裏的醫生，夢想拯救像母親一樣因貧窮而不能治療的百姓。帶著對錫蘭的愛和對醫學的熱情，黃正在濟眾院經歷了各種艱難痛苦，後來在朝鮮獨立時代的變遷之下，選擇了為獨立軍治療的軍醫人生。 |
| 延政勳 | 白途陽      | 成均館學生>濟眾院醫學生>日本東京帝國大學醫學院學生>漢城醫院外科主任>濟眾院醫生>濟眾院分院紀念醫院主治醫生 出生於朝鮮士大夫家庭，成長為成均館的儒生之前他的人生一直是一帆風順。後來一直關注西方醫學的他被趕出成均館，與保守派父親之間的矛盾也越來越加深。父親在甲申政變中死去，一直堅信會留在自己身邊的錫蘭對黃正心動，於是決定放棄出國留學，留在濟眾院當醫生，這預示著他與黃正這個天才之間的一輩子的競爭。不論到哪里都是第一的途陽在黃正面前只能當第二，這樣的挫敗感讓他暫時淪落成為日本殖民醫療政策的支持者，但徹底領悟後的他重新回到濟眾院，發展現代化醫學，茁壯成長起來。 |
| 韓惠軫 | 柳錫蘭      | 擺脫無法選擇愛情和人生的朝鮮女人的命運，開創自己人生的新女性。通過當翻譯官和國際貿易商人的父親，從小接觸了各種西方文物，抱著對寬闊世界的熱情成長，但是熱情越高，朝鮮的現實越讓她感到挫折，唯一理解石蘭這種心情的人就是白道陽。士大夫途陽與中人身份的錫蘭成為好友，兩家也自然論及他們的婚嫁問題。但是自從錫蘭面前出現了黃正之後，她的心開始搖擺不定。看著黃正對醫學的熱情和天賦，不知不覺被他所吸引。隱瞞屠夫身份的黃晸之間的愛情和一直守在自己身邊的途陽之間的感情反而讓她變得更加堅強。依靠出眾的英語實力幫著濟眾院院長安倫當翻譯官，也說服拒絕治療的朝鮮女性接受治療，從中感受到女醫生的必要性，在濟眾院婦科當起了女醫生。 |

### 黃正周邊人物
- 張航善 飾演 黃正父
- 車和娟 飾演 林造時
- 鄭石勇 飾演 李癨

### 白途陽周邊人物
- 徐仁錫 飾演 白太賢
- 李孝正 飾演 白圭賢
- 權海驍 飾演 吳忠奐
- 尹基元 飾演 尹濟旭
- 元基俊 飾演 鄭浦喬

### 柳錫蘭周邊人物
- 金甲洙 飾演 劉西瑞（錫蘭父）
- 琴寶羅 飾演 錫蘭母
- 徐慧琳 飾演 金幕生
- 金圭鎮 飾演 七伏

### 濟眾院
- 肖恩·理查德 飾演安倫（Allen）院長（濟眾院第一任院長）
- 金瑞奇 飾演赫倫（Heron）院長（濟眾院第二任院長）
- Corbien Fabian 飾演 Avison 院長（濟眾院第四任院長）
- Catherine Baillie 飾演荷頓（Horton，婦科醫生）
- 都基錫 飾演 夢寵
- 劉惠晶 飾演 朴小使（護士）
- 金太姬 飾演 美伶（護士）
- 申智秀 飾演 朗浪（護士）
- 宋英奎 飾演 高長根（濟眾院醫學生->濟眾院醫生）

### 漢城醫院
- 姜南吉 飾演 渡邊俊介（醫生）
- 尹瑞賢 飾演 長谷川
- 鄭奎洙 飾演 日本公使（一代）
- 金秉世 飾演 日本公使（二代）
- 石鎮伊 飾演 鈴木（護士）
- 崔慈慧 飾演 小林直子

### 朝鮮王室
- 崔宗煥 飾演 朝鮮高宗
- 徐宜淑 飾演 明成皇后
- 張鉉誠 飾演 閔泳翊
- 俞泰雄 飾演 金玉均
- 金承旭 飾演 洪英植
- 李政用 飾演 李容翊

### 客串出演
- 李真 飾演 英仁
- 奇太映 飾演 英仁的未婚夫
- 孫賢周 飾演 許蔿
- 全媛珠

## 歌曲（有線電視版本）
- 『後援』（主題曲）

作詞：陳詠謙　作曲：陳台證、符傅義　編曲：怒花　主唱：周柏豪

## 外部連結
- 韓國SBS （页面存档备份，存于）
- 香港有線電視 （页面存档备份，存于）（繁體中文）

| SBS 月火劇                                     | SBS 月火劇                             | SBS 月火劇 |
| ---------------------------------------------- | -------------------------------------- | ---------- |
|                                                | 濟眾院 （2010年1月4日 - 2010年5月4日） |            |
| 天使的誘惑 （2009年10月12日 - 2009年12月29日） | 巨人 （2010年5月10日 - 2010年12月7日） |            |

| 香港 有線娛樂台 星期一至五 23:00 - 00:00         | 香港 有線娛樂台 星期一至五 23:00 - 00:00  | 香港 有線娛樂台 星期一至五 23:00 - 00:00         |
| ------------------------------------------------ | ----------------------------------------- | ------------------------------------------------ |
|                                                  | 濟眾院 （2011年3月14日 - 2011年5月6日）   |                                                  |
| 八星報喜賜良緣 （2011年1月31日 - 2011年3月11日） | 龍馬傳 （2011年5月9日 - 2011年7月8日）    |                                                  |
| 香港 有線第1台 星期一至五 23:00 - 00:00          |                                           |                                                  |
| 九尾狐傳 （2011年5月23日 - 2011年6月23日）       | 濟眾院 （2011年6月24日 - 2011年8月19日）  | 媳婦的美好時代 （2011年8月22日 - 2011年9月30日） |
| 香港 高清娛樂台 星期一至五 23:30 - 00:30         |                                           |                                                  |
| 我女友是九尾狐 （2012年7月17日 - 2012年8月15日） | 濟眾院 （2012年8月16日 - 2012年10月11日） | 九尾狐傳 （2012年10月12日 - 2012年11月14日）     |